# Un amour à Paris
Pour plus de détails, voir Fiche technique et Distribution.
Un amour à Paris est un film français réalisé par Merzak Allouache, sorti en 1987.

## Fiche technique
- Titre : Un amour à Paris
- Réalisation : Merzak Allouache
- Scénario : Merzak Allouache
- Photographie : Jean-Claude Larrieu
- Son : Philippe Lioret
- Décors : Bruno Held
- Montage : Marie-Josée Audiard
- Musique : Jean-Marie Sénia
- Société de production : Les Productions de la Lune
- Pays de production :  France
- Genre : drame, policier
- Durée : 85 minutes
- Dates de sortie : 
  - France : mai 1987 (Festival de Cannes)
  - France : 3 février 1988

## Distribution
- Catherine Wilkening : Marie
- Karim Allaoui : Ali
- Juliet Berto: Mona
- Isabelle Weingarten : une flic
- Michel Such : un flic
- Muriel Combeau : Lisette
- Xavier Maly : Albert
- Étienne Draber : le chef de service
- Daniel Cohn-Bendit : Benoît
- Marie Jaoul de Poncheville : la bookeuse

## Distinctions
- 1987 : Prix Perspectives du cinéma français au Festival de Cannes